# Guttermouth
I Guttermouth sono un gruppo musicale punk rock statunitense, nato nel 1988 a Huntington Beach (California).

## Formazione

### Formazione attuale
- Mark Adkins – voce (1988-presente)
- Scott Sheldon – chitarra, tastiera (1988-presente)
- Donald "Don" Horne – chitarra (2004-presente)
- Clint "Cliff" Weinrich – basso (1989-1995, 2006-presente)
- Kevin Clark – basso (2004-presente)
- Ryan Farrell – batteria (2005-presente)

### Ex componenti
- Barry Burnham – chitarra (1988)
- Paul "Fang" – basso (1988)
- Tim Baulch – batteria (1988)
- Eric "Derek" Davis – chitarra (1989-2004)
- James Nunn ("Captain/Admiral James T. Nunn") – batteria (1989-1999), basso (1999-2001)
- Steve "Stever" Rapp – basso (1995-1999)
- William Tyler "Ty" Smith ("T. Bradford") – batteria (1999-2005)

## Discografia

### Album in studio
- 1991 – Full Length
- 1994 – Friendly People
- 1996 – Teri Yakimoto
- 1997 – Musical Monkey
- 1999 – Gorgeous
- 2001 – Covered with Ants
- 2002 – Gusto
- 2004 – Eat Your Face
- 2006 – Shave the Planet

### Album dal vivo
- 1998 – Live from the Pharmacy
- 2017 – The Whole Enchilada

### EP
- 1991 – Puke
- 1991 – Balls
- 1993 – 11oz.
- 2000 – The Chicken & Champagne EP
- 2016 – New Car Smell
- 2016 – Got It Made

### Apparizioni in compilation
- 1996 – Go Ahead Punk, Make My Day
- 1997 – Before You Were Punk
- 1998 – The Thought Remains the Same
- 1998 – Lose Your Illusions, Vol. 1
- 1999 – Short Music for Short People
- 2000 – Punk-O-Rama No.5
- 2001 – Punkzilla

## Videografia

### Album video
- 2003 – Live at the House of Blues
- 2005 – Beyon Warped Live Music Series